# シナグラ
シナグラ（イタリア語: Sinagra, シチリア語: Sinària）は、イタリア共和国シチリア州メッシーナ県にある、人口約2,600人の基礎自治体（コムーネ）。

## 地理

### 位置・広がり

#### 隣接コムーネ
隣接するコムーネは以下の通り。
- カステッルンベルト
- フィカッラ
- ナーゾ
- ラックーイア
- サンタンジェロ・ディ・ブローロ
- トルトリーチ
- ウクリーア